# Vellinge landsfiskalsdistrikt
Vellinge landsfiskalsdistrikt var 1918–1964 ett landsfiskalsdistrikt i Malmöhus län, bildat när Sveriges indelning i landsfiskalsdistrikt trädde i kraft den 1 januari 1918, enligt beslut den 7 september 1917. Den 1 januari 1965 avskaffades i Sverige samtliga landsfiskaler och landsfiskalsdistrikt, och deras arbetsuppgifter delades upp på de nyskapade indelningarna polisdistrikt, åklagardistrikt och kronofogdedistrikt.
Landsfiskalsdistriktet låg under länsstyrelsen i Malmöhus län.

## Ingående områden
När Sveriges nya indelning i landsfiskalsdistrikt trädde i kraft den 1 oktober 1941 (enligt kungörelsen den 28 juni 1941) anförde regeringen i kungörelsen att den ville i framtiden besluta om Skanör med Falsterbo stads förenande med landsfiskalsdistriktet. 1 januari 1947 förenades Skanör med Falsterbo stad med distriktet i alla avseenden. När Sveriges nya indelning i landsfiskalsdistrikt trädde i kraft den 1 januari 1952 (enligt kungörelsen 1 juni 1951) ändrades distriktets indelning dels genom kommunreformen 1952, dels genom överförande av områden till och från närliggande distrikt. Den 1 januari 1964 (enligt kungörelse den 13 december 1963) införlivades Trelleborgs stad, men bara i avseende på utsökningsväsendet.

### Från 1918
Oxie härad:
- Eskilstorps landskommun
- Gessie landskommun
- Hököpinge landskommun
- Mellan-Grevie landskommun
- Södra Åkarps landskommun
- Östra Grevie landskommun

Skytts härad:
- Bodarps landskommun
- Fuglie landskommun
- Hammarlövs landskommun
- Håslövs landskommun
- Lilla Slågarps landskommun
- Maglarps landskommun
- Rängs landskommun
- Skegrie landskommun
- Stora Hammars landskommun
- Stora Slågarps landskommun
- Vellinge landskommun
- Västra Tommarps landskommun
- Västra Vemmerlövs landskommun

### Från 1947
- Skanör med Falsterbo stad

Oxie härad:
- Eskilstorps landskommun
- Gessie landskommun
- Hököpinge landskommun
- Mellan-Grevie landskommun
- Södra Åkarps landskommun
- Östra Grevie landskommun

Skytts härad:
- Bodarps landskommun
- Fuglie landskommun
- Hammarlövs landskommun
- Håslövs landskommun
- Lilla Slågarps landskommun
- Maglarps landskommun
- Rängs landskommun
- Skegrie landskommun
- Stora Hammars landskommun
- Stora Slågarps landskommun
- Vellinge landskommun
- Västra Tommarps landskommun
- Västra Vemmerlövs landskommun

### Från 1 januari 1952
- Bunkeflo landskommun
- Rängs landskommun
- Skanör med Falsterbo stad
- Skegrie landskommun
- Vellinge landskommun

### Från 1 januari 1964
- Bunkeflo landskommun
- Rängs landskommun
- Skanör med Falsterbo stad
- Skegrie landskommun
- Trelleborgs stad (endast i utsökningshänseende)[6]
- Vellinge landskommun